# Oscar Larrauri
Oscar Larrauri (n. 19 august 1954) este un fost pilot argentinian de Formula 1 care a evoluat în Campionatul Mondial între anii 1988 și 1989.